# Madeline Groves
Madeline Groves (Brisbane, 25 maggio 1995) è una nuotatrice australiana.

## Carriera
Specializzata nella farfalla, ha vinto la medaglia d'argento sulla distanza dei 200 metri ai Giochi olimpici di Rio de Janeiro 2016.

## Palmarès
- Giochi olimpici

Rio de Janeiro 2016: argento nei 200m farfalla e nella 4x100m misti.
- Mondiali

Kazan' 2015: bronzo nella 4x100m misti.
- Campionati panpacifici

Tokyo 2018: oro nella 4x200m sl.
- Giochi del Commonwealth

Glasgow 2014: oro nella 4x100m sl e nella 4x200m sl e bronzo nei 200m farfalla.
Gold Coast 2018: argento nei 100m farfalla e bronzo nei 50m farfalla.

## International Swimming League
| Stagione 2021 |
| ------------- |
| DC Trident    |